# Harry Pitt
Harry Raymond Pitt, FRS (West Bromwich, 3 de junho de 1914 — 8 de outubro de 2005) foi um matemático britânico.